# Zusi
Zusi (pour « zug simulator » en allemand, traduisible par « simulateur de train » en français) est une série de jeux vidéo sérieux de simulation ferroviaire pour Windows pour les professionnels et les amateurs, avec un accent sur le réseau ferrée d'Allemagne (et la France). Initialement, la série est conçu uniquement par Carsten Hölscher et commercialisée principalement sur le marché allemand.
Le point fort du jeu est la simulation authentique des systèmes de signalisation et de sécurité ainsi que les caractéristiques dynamiques des véhicules moteurs et des trains.
La publication de Zusi 3 en 2019 est marquée par l'association entre Carsten Hölscher et Aerosoft ce qui permet la distribution du jeu par Steam.

## Zusi 3: Aerosoft Edition
La troisième version du jeu est sortie après plusieurs années de développement le 18 juin 2019. En outre, le concepteur originale Carsten Hölscher s'est associé avec le studio allemand Aerosoft. En effet, ce dernier s'est spécialisé depuis 25 ans dans l'édition de simulation notamment ferroviaire. Or, selon Dirk Ohler, chef de produit chez Aerosoft, il existe une demande de la part de leur base de joueurs pour une simulation de conduite de train plus sophistiquée. Dès lors, le studio prend contact avec Carsten Hölscher puisqu'Aerosoft estime que sa simulation est « très robuste en termes de connaissances professionnelles ». En l'occurrence, le jeu est distribué par Steam.
Par ailleurs, il existe pour la première fois des versions séparées pour les professionnels et pour les particuliers. En effet, Zusi 3 est destinée à la formation de conducteurs de train. Ainsi, le jeu est utilisé par de nombreuses entreprises ferroviaires en Allemagne.
Zusi 3 intègre la modélisation d'au moins plus de 500 kilomètres de voies ferrées du réseau ferroviaire allemand. Le joueur a, par exemple, la possibilité de conduire un train à grande vitesse allemand (Intercity-Express).
La force principale réside dans la précision des détails et la fidélité à l'original de la simulation de la physique et de la signalisation. Des réseaux complets sont simulés (divisés en modules, qui peuvent à leur tour être assemblés à volonté, de sorte qu'il n'y a pas de limite à la longueur d'une ligne et que chaque module peut être utilisé pour n'importe quelle ligne en raison de la construction modulaire), qui peuvent être empruntés simultanément par plusieurs trains. L'exploitation des trains est régie par un algorithme complexe qui joue le rôle de chef de circulation à l'aide des horaires de chaque train. Les trains s'influencent mutuellement, de sorte que les retards peuvent se répercuter sur l'ensemble du réseau. Les trains étrangers sont conduits par des pilotes automatiques; on peut changer de train à conduire soi-même pendant la simulation.
Les systèmes de signalisation et de sécurité (principalement des signaux utilisés en Allemagne) sont également simulés de manière réaliste,.
Zusi est continuellement amélioré, les suggestions des utilisateurs étant également prises en compte dans le développement. Les utilisateurs du programme peuvent télécharger ces mises à jour gratuitement. Il est également possible de créer soi-même des parcours à l'aide d'un éditeur inclus dans le package Zusi. Il existe des éditeurs spécifiques pour les véhicules, l'ensemble des éditeurs étant inclus gratuitement dans le programme. De même, un logiciel de modélisation du paysage est inclus dans la livraison.
La représentation graphique de Zusi 3 est basée sur des objets texturés. La physique de conduite a été encore affinée par rapport à la version précédente (Zusi 2). Ainsi, dans la troisième version, il est possible de représenter le comportement de régulation des moteurs diesel à remplissage plutôt qu'à vitesse variable et les freins à air comprimé du train sont calculés individuellement avec une position de freinage individuelle et d'autres caractéristiques. Les changements de sens de circulation programmés ne sont plus limités à des endroits préparés du réseau comme dans Zusi 2, mais sont possibles sur chaque voie délimitée des deux côtés par des signaux principaux.
La version 3.3 publiée en juillet 2019 intègre le logiciel supplémentaire externe ZusiDisplay pour une représentation fidèle et entièrement fonctionnelle des panneaux de commande techniques EBuLa directement dans la représentation de la cabine de conduite. En outre, les systèmes de contrôle des trains simulés dans Zusi ont été complétés par l'ETCS.
Fin septembre 2021, la version 3.5 de Zusi a été annoncée. Pour la première fois, elle devrait pouvoir fonctionner sur des architectures 64 bits modernes. La version 64 bits est disponible depuis janvier 2023. Toutes les interfaces du simulateur de train sont désormais compatibles avec la haute définition.

### Zusi 3 Hobby
La version Hobby vit de la création par la communauté de modules de circuits et d'objets/véhicules. Contrairement à d'autres simulateurs, il n'est pas nécessaire de payer pour les nouvelles extensions. De même, il existe un bureau de contrôle pour les contenus de la communauté afin que le travail corresponde à certains critères, mais dans la mesure où ceux-ci sont respectés, chacun peut publier quelque chose.
En Allemagne, plus de 1 000 km de lignes fidèles à l'original sont utilisables, alors qu'en France, il n'y en a actuellement pas autant,.
Pour la France, seul l'ETCS est actuellement utilisable, mais des travaux sont en cours pour mettre en œuvre les systèmes nationaux de gestion des trains (TVM/KVB) en France. Actuellement, il n'y a qu'un seul tronçon de ligne à grande vitesse entre Paris et Strasbourg dans la version Hobby, mais il sera prolongé au fur et à mesure, de sorte que les lignes anciennes seront bientôt utilisables pour la première fois.